# Dubóvoie (raion de Beriózovka)
|  | Per a altres significats, vegeu «Dubóvoie». |

Dubóvoie (en rus: Дубовое) és un poble del krai de Perm, a Rússia, que el 2009 tenia 382 habitants.